# Lycenchelys plicifera
 Lycenchelys plicifera és una espècie de peix de la família dels zoàrcids i de l'ordre dels perciformes.

## Morfologia
- Els mascles poden assolir 18,8 cm de longitud total.[4][5]

## Hàbitat
És un peix marí i d'aigües profundes que viu entre 3.820-4.070 m de fondària.

## Distribució geogràfica
Es troba a l'oest del Mar de Bering.

## Observacions
És inofensiu per als humans.